# Зарайський кремль
Зара́йський кремль — пам'ятка архітектури міста Зарайська Московської області РФ.

## Розташування
Кремль розташований на плато в місці злиття річок Монастиря та Осетра та займає південно-західний кут Острога, який колись його оточував. Він є одним з найкомпактніших кремлів, що зберігся — його площа складає 2,3 гектара.

## Опис
Являє собою чіткий чотирикутник орієнтований за сторонами світу, по кутах розташовано чотири багатогранні башти, по центру кожної сторони, окрім східної розташовано 3 чотирикутні проїзні башти. У східній стіні для зручності доступу до міста були пробиті ворота — саме вони є основним в'їздом досі. Фортеця складена з цегли і ззовні облицьована білим каменем на 2/3 висоті стін та 3/5 висоти башт. Товщина фортечних стін складає 3 метри, висота — 9 метрів.

## Історія
Збудований у 1528–1531 за розпорядженням московського князя Василія ІІІ, однак при цьому він добре зберігся. Будівництво кремля здійснювалось під керівництвом італійського інженера-архітектора Алевіза Фрязіна.
Кілька разів кремль безуспішно пробували захопити кримські татари: в 1533, 1541, 1544, 1570, 1591 роках.
У 1608 місто зайнято польсько-литовськими військами під керівництвом Лісовського. У 1610 воєводою Зарайська призначений Дмитро Пожарський. З часом Зарайський кремль втратив своє оборонне значення.
У травні 1943 на території кремля формувалась сьома штурмова інженерно-саперна бригада.

## Споруди
На території кремля знаходиться ряд споруд серед яких п'ятишатровий безстовпний Микольський собор (1681)
, Собор Усікновення Глави Івана Предтечі (1901–1904), недільна школа з хрестильним храмом Серафима Саровського

## Вежі

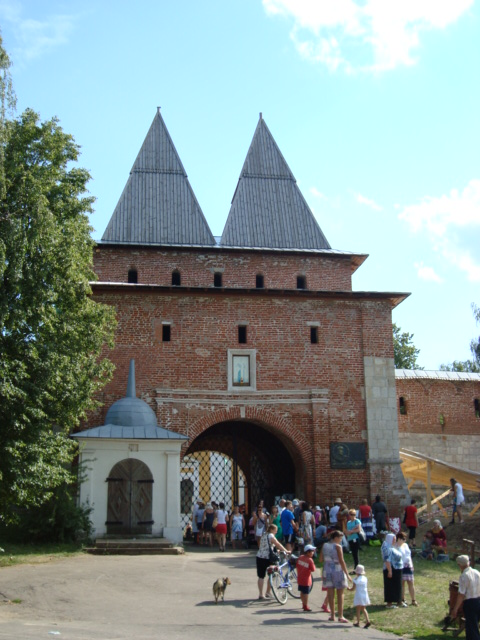

- Микольська — у ній є центральний вхід у Зарайський кремль.
- Караульна
- Егор'євська
- Тайницька
- Спаська
- Наугольна
- Казенна.

## Святині
Ікона Миколи Зарайського

## Музей
Троїцька церква (1776–1788) — у її будівлі ще з 1930-х років розташовано Зарайський історико-художній музей. У його колекції знаходяться скульптури, живопис, ужиткового і декоративного мистецтва, графіки Росії, Японії, Західної Європи, Китаю, роботи І.Репіна, Л.Бакста. У музеї є зразки російських та західноєвропейських меблів 17 — початку 20 століття.
Будинок-музей скульптура А. С. Голубкіної